# Dorothy Kilgallen
Dorothy Mae Kilgallen (Chicago, 3 juli 1913 - New York, 8 november 1965), was een Amerikaanse journalist, columnist en panellid van What's My Line?.

## Vroege levensloop en carrière
Kilgallen werd geboren in Chicago als dochter van verslaggever James Lawrence Kilgallen en zijn vrouw Mae Ahern. Het gezin was katholiek. Kilgallen had één jongere zuster. In 1920 vestigde het gezin zich in Brooklyn toen de International News Service James Kilgallen inhuurde als correspondent.
Vlak voor haar 18e verjaardag, begon Kilgallen als verslaggever te werken voor de New York Evening Journal. In 1936 deden Kilgallen en twee andere verslaggevers uit New York mee aan een wedstrijd waar ze, door enkel het openbaar vervoer te gebruiken, de wereld moesten rondreizen. Ze was de enige vrouw die aan de wedstrijd deelnam en werd uiteindelijk tweede. Over haar avonturen schreef ze een boek, Girl Around the World, dat in 1937 werd verfilmd als Fly-Away Baby met Glenda Farrell als het karakter gebaseerd op Kilgallen.
In november van 1938 begon Kilgallen met het schrijven van een column, Voice of Broadway. De column, die ze tot haar dood in 1965 zou schrijven, bevatte voornamelijk nieuws en roddels uit de showbusiness, maar waagde zich ook aan politiek en misdaad. De column werd door 146 verschillende kranten in de Verenigde Staten verspreid.
Kilgallen huwde zanger en acteur Richard Kollmar op 6 april 1940. Ze kregen drie kinderen: Richard (1941), Jill (1943) en Kerry (1954), en bleven getrouwd tot haar dood.
Vanaf april 1945 presenteerden Kilgallen en Kollmar samen een praatprogramma op de radio. Breakfast With Dorothy and Dick werd uitgezonden vanuit hun huis. In het programma werden zowel showbusinessnieuws als serieuzere zaken besproken. In 1963 hielden ze ermee op.

## Ruzie met Frank Sinatra
Kilgallen en zanger Frank Sinatra waren jarenlang vrienden. Uiteindelijk kregen ze in 1956 ruzie nadat Kilgallen een uitgebreid verslag had geschreven over Sinatra dat op de voorpagina van de New York Journal-American prijkte. Na de publicatie maakte Sinatra denigrerende opmerkingen over Kilgallens uiterlijk tegen zijn publiek in New York en Las Vegas.

## Moordzaak Sam Sheppard
In 1954 gaf Kilgallen verslag over het proces van Sam Sheppard. Sheppard was een arts die ervan werd beticht zijn vrouw te hebben vermoord in Bay Village.
In een voorpagina artikel van de New York Journal-American vertelde Kilgallen dat zij geschokt was dat Sheppard schuldig was bevonden. Zij beweerde dat er ernstige gebreken waren in de zaak. Nadat het artikel werd gepubliceerd, schrapten verschillende kranten in Cleveland Kilgallens column als reactie. Haar artikelen en columns onthulden echter niet alles wat ze had meegemaakt tijdens het proces.
Negen jaar later, toen de rechter van destijds was overleden, beweerde Kilgallen dat de rechter haar reeds vóór de juryselectie had verkondigd dat Sheppard schuldig was. Advocaat F. Lee Bailey, die aan een habeas corpus-petitie werkte voor Sheppard, vroeg nadien aan Kilgallen of zij hem wilde helpen. Zij stemde toe. Meerdere getuigen werden zodoende gehoord die het verhaal van Kilgallen staafden.
Uiteindelijk werd Sam Sheppard in 1964 vrijgesproken.

## Moord op Kennedy
Kilgallen stelde zich sceptisch op over de conclusies van het rapport van de commissie-Warren over de moord op president John F. Kennedy en de aanslag op Lee Harvey Oswald door Jack Ruby. Kilgallen schreef verscheidene artikelen over beide zaken. In februari van 1964 publiceerde ze een artikel over een gesprek dat ze had met Jack Ruby tijdens een pauze in zijn moordproces. Eveneens publiceerde Kilgallen Ruby's getuigenis in drie delen die voorpagina artikelen werden voor o.a. New York Journal-American, The Philadelphia Inquirer en de Seattle Post-Intelligencer.

## What's My Line?
Kilgallen werd in 1950 een vast panellid van de Amerikaanse spelshow What's My Line?. Ze was bijna elke zondagavond op de Amerikaanse TV te zien gedurende 15 jaar (tot haar dood).

## Dood
Op 8 november 1965 werd Kilgallen dood aangetroffen in haar huis in Manhattan. Als doodsoorzaak werd een combinatie van barbituraten en alcohol vastgesteld. De politie merkte op dat er geen bewijs was voor een misdaad of zelfmoord. De lijkschouwer, James Luke, opperde dat het waarschijnlijk om een ongeluk ging.
De begrafenis vond plaats op 11 november 1965 in Manhattan. Onder de vele gasten waren Ed Sullivan, Arlene Francis en Betty White. Kilgallen werd begraven in Hawthorne, New York.